# سالزبری
 سالزبری  یا سالزبوری (به انگلیسی: Salisbury) شهری است در انگلستان واقع در ناحیه جنوب غربی انگلستان. جمعیت این شهر ۵۰٬۰۰۰ نفر است.

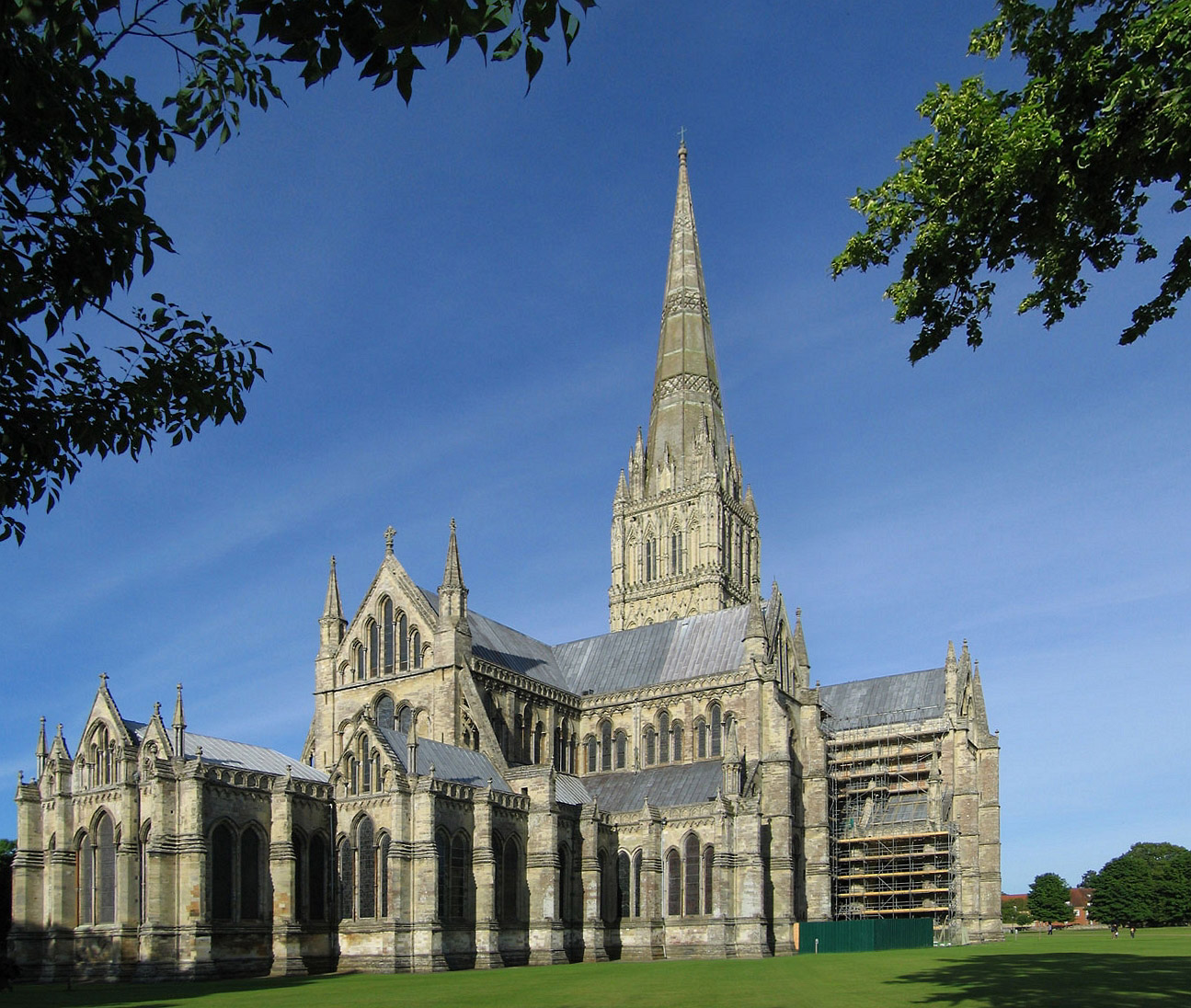
کلیسای سالزبری